# Черешньовський Михайло Матвійович
Миха́йло Матвійович Черешньо́вський (Псевдо: «Петро»; 5 березня 1911, с. Стежниця біля Балигорода, Сяніцького повіту, тепер Польща — 20 липня 1994, Нью-Йорк, США) — український скульптор-монументаліст, різьбар по дереву, технічний працівник УПА, педагог і громадський діяч лемківського походження.

## Життєпис
Різьбити почав у дитинстві. Вирізав дитячі забавки, виточував з дерева ґудзики, вирізьблював птахів, тварин, палиці з головою орла.
У 1932—1934 роках навчався на відділенні різьблення й скульптури мистецько-промислової школи в Коломиї (викладач В. Кобринський). У 1936—1939 роках навчався на відділі скульптури Краківського інституту пластичного мистецтва (викладачі Кароль Гомоляч, Францішек Кальфас, Збислав Мацейовський). Перерву між періодами навчання замінила шістнадцятимісячна служба у польському війську, яку проходив у Станіславові (нинішній Івано-Франківськ). У Кракові вступив до лав об'єднання українських студентських товариств національного соціалізму «Зарево». Вже тоді молодий скульптор експонував свої твори на виставках, що їх влаштовувало об'єднання «Зарево». 
На початку Другої світової війни створив у Болехові власну майстерню народного дерев'яного різьблення. У 1941 році спільно з братом Іваном вирізьбив погруддя Т. Шевченка у Балигороді. Навесні 1943 року його робота «Мати з дитиною» експонувалася у Львові на виставці, присвяченій 25-літтю з дня заснування Київської академії мистецтв. Вирізьбив з пам'яті портрет брата Івана, розстріляного німцями у 1942 році.
У 1944 році мобілізований до Червоної армії, з якої дезертував та долучився до УПА. Очолював технічну ланку «Бескид».
1947 року разом з дружиною Людмилою виїхали до Німеччини, де мешкали у Міттенвальді (1947—1950), потім у Мюнхені (1950—1951). У 1951 році емігрували до США, де оселилися у Нью-Йорку. На новому йому став в нагоді здобутий досвід різьблення по дереву. Черешньовський знайшов працю у фірмі «Матта», яка обрамувала мистецькі твори, виготовляла рами для дорогих, найчастіше картин відомих майстрів, де пропрацював до 1970 року.
З 1973 року — голова Об'єднання митців-українців в Америці (ОМУА).
Помер 20 липня 1994 року у Нью-Йорку. Похований на українському цвинтарі святого Андрія в містечку Саут-Баунд-Брук, Нью-Джерсі, США.

## Творчість
Михайло Черешньовський працював у техніці декоративної різьби на дереві (релігійні фігури й іконостаси для українських церков у США) та в портретній скульптурі — голови та погруддя українських діячів і митців: Т. Чупринки, С. Бандери, Д. Донцова, О. Ольжича, Й. Гірняка, В. Переяславця, Р. Богачевської та інших.
Створив ряд пам'ятників, серед яких:
- Пам'ятник Лесі Українці, відкритий 24 вересня 1961 року в «Парку Народів» (Клівленд, штат Огайо, США)[9].
- Пам'ятник Героям, відкритий 22 липня 1962 року в оселі Спілки української молоді (Елленвілл, штат Нью-Йорк, США)[10].
- Пам'ятник Лесі Українці, відкритий 19 жовтня 1975 року в «Гай-Парку» (Торонто, Канада)[11]
- Пам'ятник Лесі Українці в українській оселі (Кергонксон, штат Нью-Йорк, США).
- Пам'ятник Олегові Ольжичу, відкритий у 1977 році в «Оселі Ольжича» (Лігайтон, штат Пенсільванія, США)

Створив серію образів під загальною назвою «Мадонна».
Вирізьбив іконостас для церкви у Гантері.
Для творчості Черешньовського характеристична класична чистота й монументальність стилю.

Галерея робіт Михайла Черешньовського
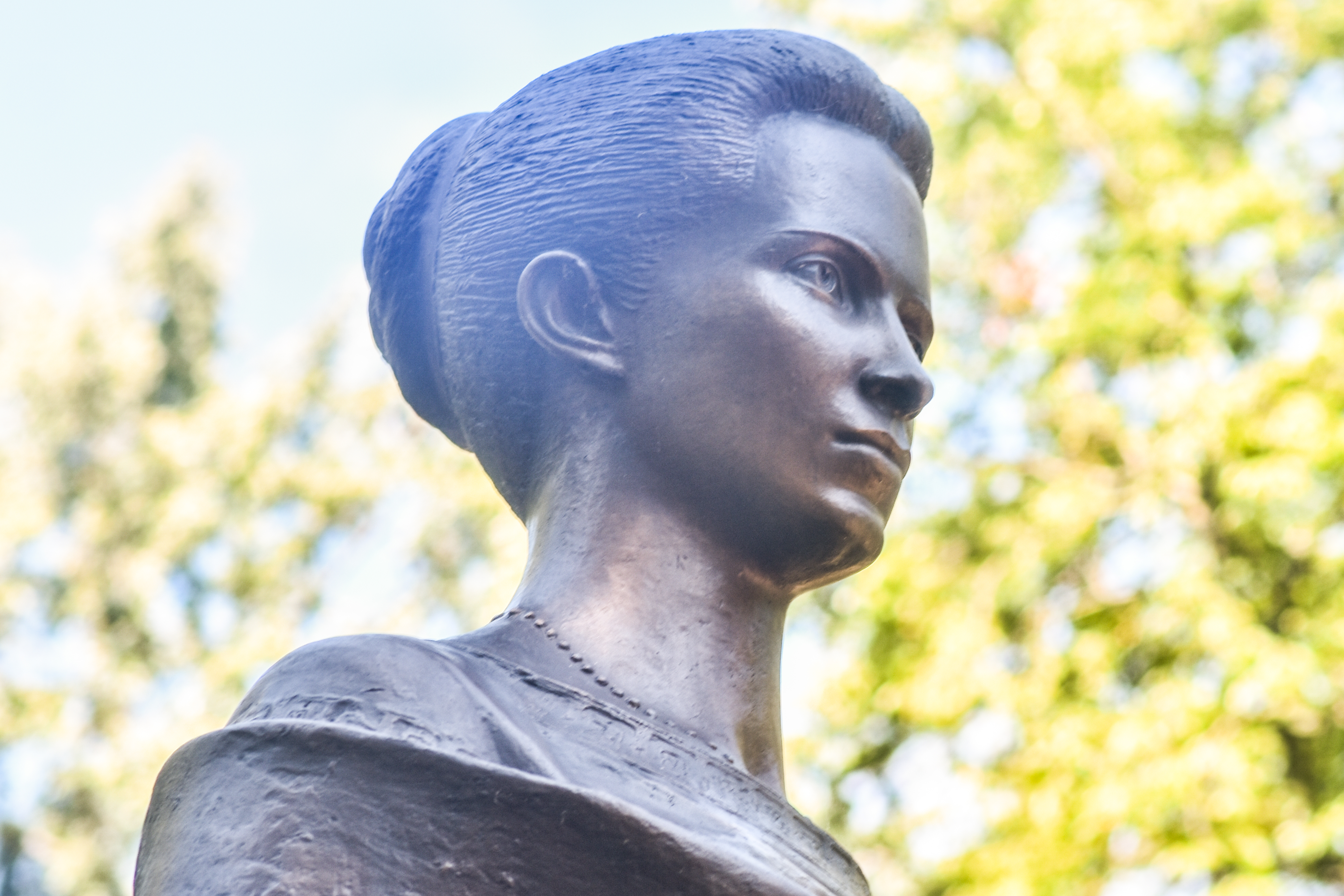
Пам'ятник Лесі Українці в «Парку Народів» (Клівленд, США)
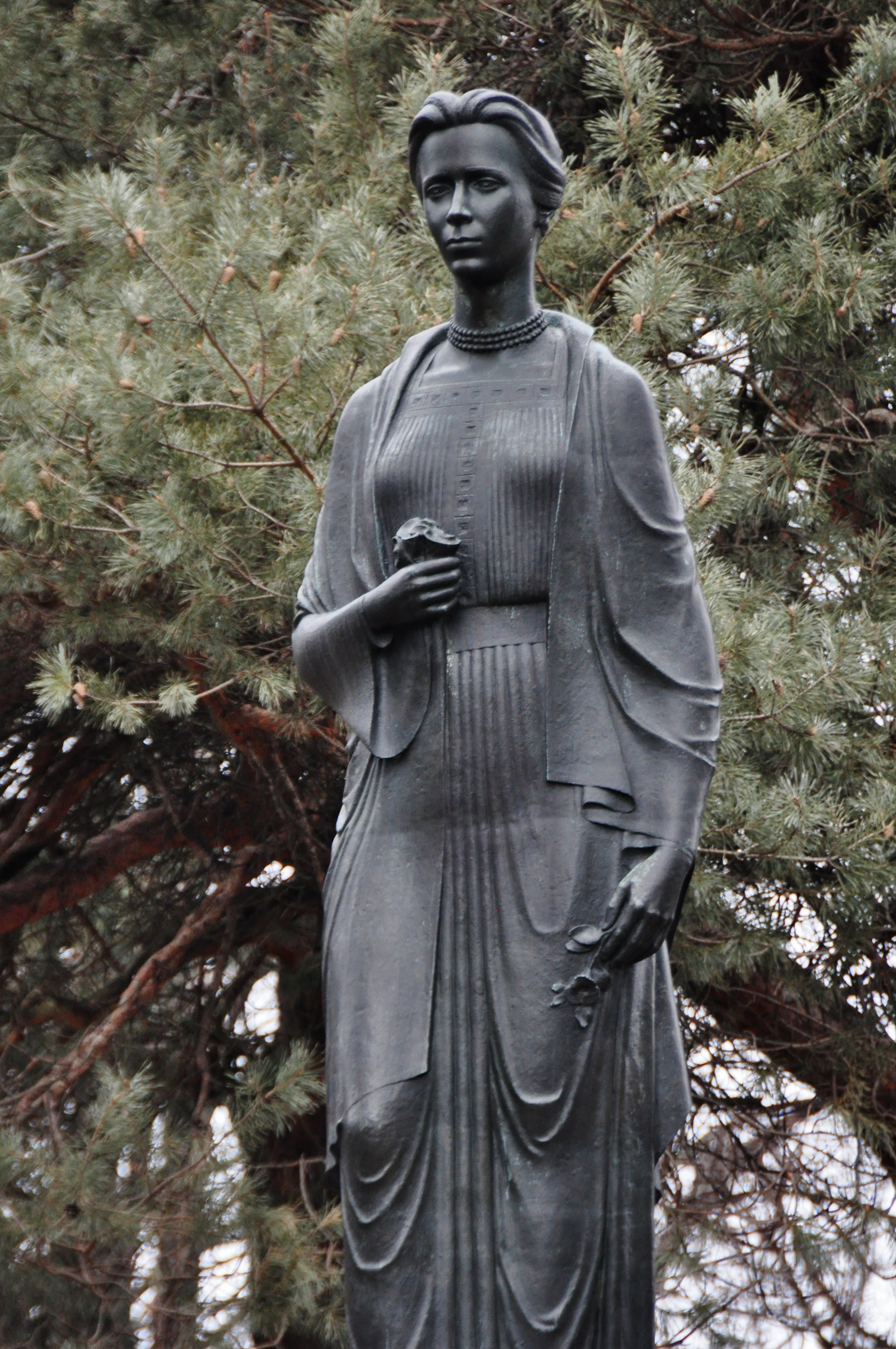
Пам'ятник Лесі Українці в «Гай-Парку» (Торонто, Канада)
Пам'ятник Олегові Ольжичу в «Оселі Ольжича» (Лігайтон, США)